# Gabriele Tergit

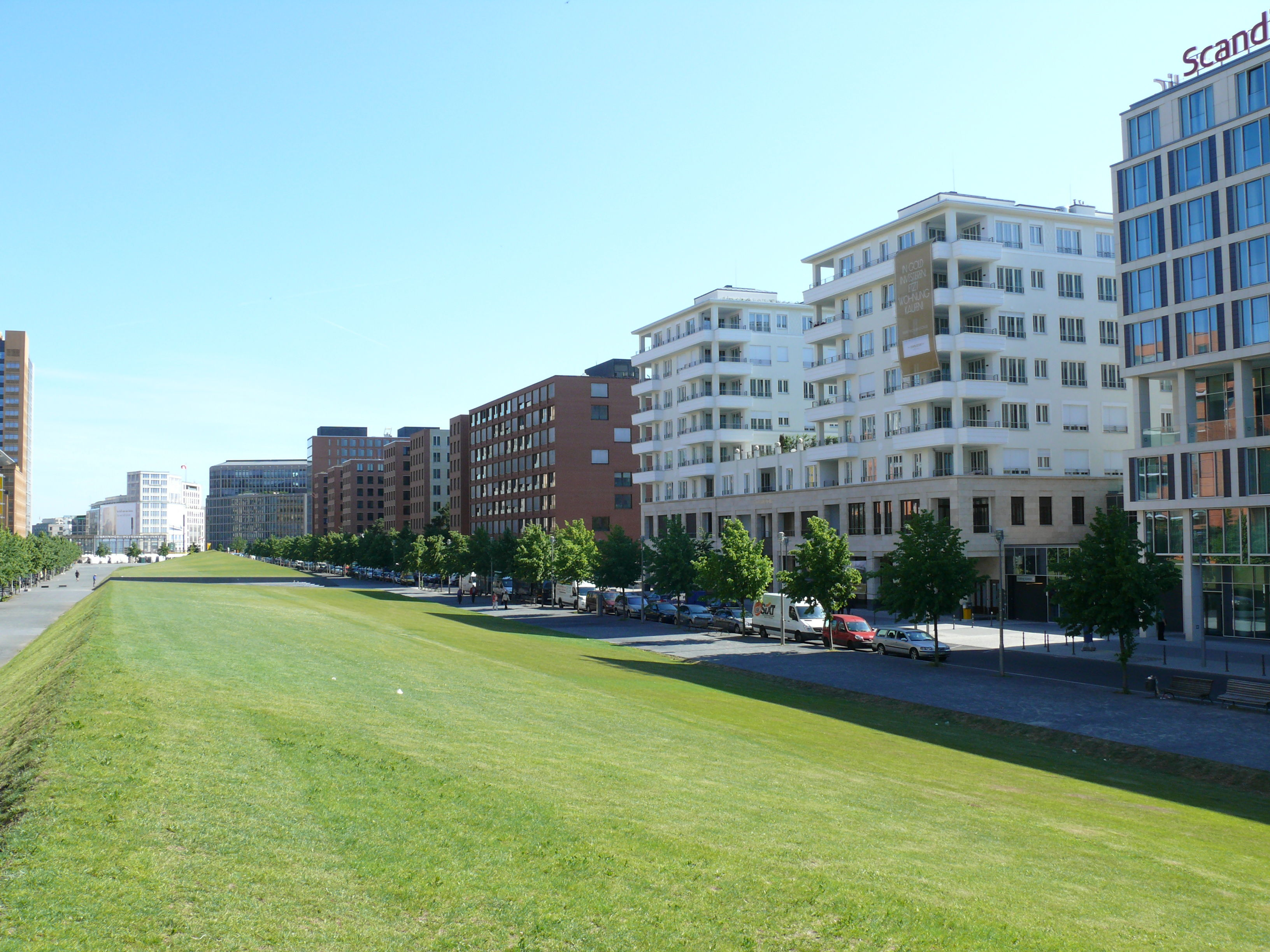
Gabriele-Tergit-Promenade a Berlino

Gabriele Tergit, pseudonimo di Elise Hirschmann (Berlino, 4 marzo 1894 – Londra, 25 luglio 1982), è stata una giornalista e scrittrice tedesca naturalizzata britannica.

## Primi anni
Nacque a Berlino nel 1894 da una famiglia ebraica. 
Nel 1915 pubblicò il suo primo articolo di giornale in un supplemento del Berliner Tageblatt, riguardante i problemi delle donne in tempo di guerra; tuttavia presto lasciò questo primo impiego come giornalista, attività ritenuta inadatta alle giovani donne di buona estrazione sociale.
Studiò poi storia e filosofia in numerose università tedesche, ottenendo infine il dottorato nel 1925 presso l'Università di Francoforte sul Meno sotto la supervisione degli storici Freidrich Meinecke ed Erich Marcks.

## Carriera giornalistica e matrimonio
A partire dal 1920, Tergit scrisse per la Vossische Zeitung e del Berliner Tageblatt, acquisendo notorietà come cronista giudiziaria per quest'ultima testata - in particolare, per la sensibilità letteraria che caratterizzava i suoi resoconti; articoli di critica all'ingiustizia o ai giudici reazionari vennero pubblicati anche sulla rivista Die Weltbühne, pubblicata da Carl von Ossietzky. 
Nel 1928 sposò l'architetto Heinz Reifenberg, da cui ebbe il figlio Ernst Robert (1928-1964), matematico.

## Carriera letteraria, avvento del nazismo e vita all'estero
Il suo romanzo d'esordio, Käsebier erobert den Kurfürstendamm, cronaca dell'ascesa e caduta di un cantante popolare, apparve nel 1931 e le diede immediata notorietà. 
A causa della sua valutazione critica dei processi che coinvolgevano i nazisti, si attirò le antipatie di questi ultimi: nel marzo 1933, un'orda di uomini delle SA tentò di introdursi nella sua abitazione.
Tergit decise così di lasciare la Germania con la famiglia, rifugiandosi dapprima in Cecoslovacchia; da lì si trasferì in Palestina, per stabilirsi infine a Londra nel 1938. 
Qui, dopo una gestazione lunga circa vent'anni, nel 1951 pubblicò il romanzo storico Gli Effinger, che narra la storia di diverse generazioni di una famiglia ebraico-tedesca e si è guadagnato l'appellativo di I Buddenbrook ebrei. 
Fu segretario del Pen Club degli autori di lingua tedesca all'estero dal 1957 alla morte, avvenuta nel 1982.
Le sue memorie, Etwas Seltenes Überhaupt (Qualcosa di davvero raro), uscirono postume nel 1983, così come il romanzo Berlino, addio (So war's eben - ultimato nel 1965 ma pubblicato soltanto nel 2019).
A Berlino le è intitolata una strada, Gabriele-Tergit-Promenade.

## Opere (selezione)
- Käsebier erobert den Kurfürstendamm (Käsebier conquista il Kurfürstendamm, 1931).
- Gli Effinger, Giulio Einaudi Editore, Torino, 2023 - ISBN 9788806258351 (Effingers, 1951 - trad. Isabella Amico Di Meane e Marina Pugliano).
- Piccola storia dei fiori, Sansoni, Firenze, 1962 (Das Tülpenbüchlein, 1958).
- Etwas seltenes überhaupt: Erinnerungen (Qualcosa di davvero raro: memorie, 1983).
- Im Schnellzug nach Haifa (Espresso per Haifa, 2000).
- Berlino, addio, Giulio Einaudi Editore, Torino, 2024 - ISBN 9788806259099 (So war's eben, 2019 - trad. Isabella Amico Di Meane e Marina Pugliano).